# Kashiwabara-juku

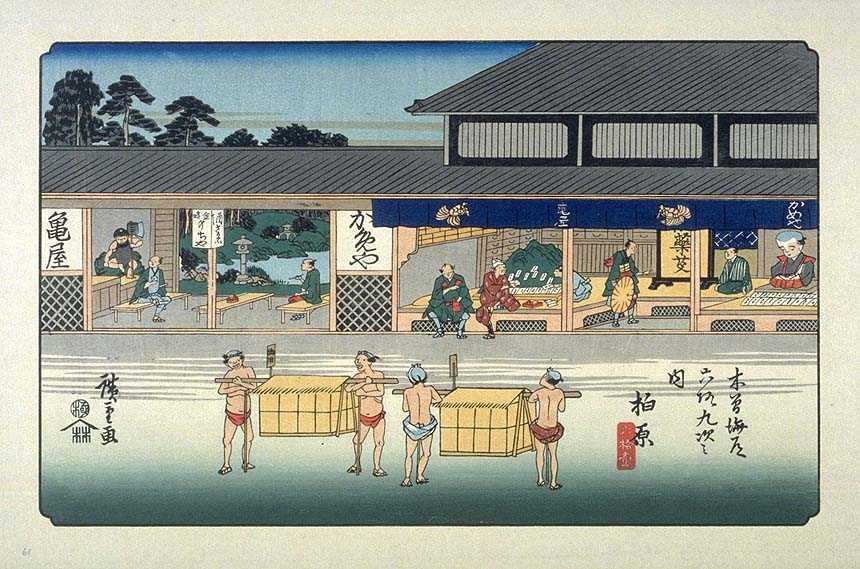
Kashiwabara-juku, estampe de Hiroshige de la série Les Soixante-neuf Stations du Kiso Kaidō.

Kashiwabara-juku (柏原宿, Kashiwabara-juku) était la soixantième des soixante-neuf stations du Nakasendō. Elle est située dans la ville moderne de Maibara, préfecture de Shiga au Japon.

## Histoire
Les données relatives à Kashiwabara-juku datent du Moyen Âge quand le village est mentionné dans le Taiheiki, une épopée historique du Japon. Une shukuba (station) fut établie dans la zone de Kashiwabara-juku en 646. L'étape nommée Kashiwabara-juku établie par Tokugawa Ieyasu au XVIIe siècle couvrait approximativement 1,5 km d'est en ouest, ce qui en faisait une des plus importantes stations au long du Nakasendō. Différentes sources situe le nombre d'hatago entre 344 et 457, ce qui, quel que soit le nombre exact, indique une station assez grande par rapport aux autres shukuba.
Une étude conduite en 1996 indique que plus d'un 1/5 des structures de la zone de Kashiwabara-juku furent construites pendant les périodes Edo ou Meiji. De nos jours, la ville est connue pour sa production d'armoise commune qui est la spécialité locale. À une époque, plus de dix boutiques vendaient des produits issus de cette plante.

## Stations voisines
Nakasendō
Imasu-juku – Kashiwabara-juku – Samegai-juku